# 國家地理旅行者
《國家地理旅行者》（英語：National Geographic Traveler）是美國的一份雜誌，由國家地理出版。創刊于1984年。美國印刷版雜誌在1984年至2019年出版發行。